# Apple A5
Apple A5 е второто поколение процесори на фирмата Apple, оптимизиран за вграждане в изделия от тип смартфон и таблет компютър.
Apple A5 представлява едночипова система, изпълнена във вид на корпус-върху-корпус (PoP – Package-on-Package), интегриращ 32-битов процесор, динамична памет и други периферни схеми. Модулът Apple A5 е известен под общото наименование процесор Apple A5 и за пръв път се използва в таблет компютъра iPad 2 на фирмата Apple Inc., обявен на 2 март 2011 година.
Apple A5 е високоинтегрирана рализация на двуядрена 32-битова архитектура ARM Cortex-A9, двуядрен графичен процесор PowerVR SGX543MP2, 512 MB LPDDR2 DRAM, средства за аудио и видео възпроизвеждане, контролер на паметта и друга периферия. Според изявленията на Apple производителноста на процесора A5 е два пъти по-висока от A4, a графичният процесор в А5 е до 9 пъти по-производителен отколкото в A4.
Процесорният кристал от тип Едночипова система (SoC) в A5 се означава като APL0498 и е с площ на кристала 122,2 mm2, над два пъти по-голяма от площта на SoC APL0398 в Apple A4, която е 53,3 mm2.

## Варианти на А5
Съществуват различни варианти на Apple A5. В iPad 2 се влагат два вида A5, с означение на Apple 339S0130 и DRAM на Samsung, както и с означение 339S0137 и DRAM на Elpida.
През 2012 година се появяват три нови варианта на процесора A5, в който SoC APL2498 е изпълнен по 32 nm технология с площ на кристала 69,6 mm2, със следните означения:
- 339S0173 се влага в обявената на 7 март 2012 година нова версия на Apple TV,[2] както и в iPad 2.[1]
- 339S0188 се влага в Apple iPod Touch 5G, обявен на 15 октомври 2012 година.
- 339S0167 с DRAM на Elpida се влага в Apple iPad mini, обявен на 2 ноември 2012 година.

### Apple A5X
На 7 март 2012 година Apple обявява A5X, нов мобилнен процесор с двуядрена 32-битова архитектура ARM Cortex-A9. Основнитете отличия от процесора А5 са наличието на 4-ядрен графичен процесор PowerVR SGX543MP4 и 4-канален 32-битов контролер на паметта с максимална скорост на обмен 12,8 GB/s. Първото приложение на Apple A5X е в iPad 3-то поколение.
Apple означава A5X като 343S0533, a означението на SoC е APL5498. За разлика от Apple A4 и А5, процесорът A5X представлява конвенционален flip-chip BGA (BGA – Ball Grid Array) корпус на интегрална схема, в който е монтиран единствено процесорния SoC. A5X не съдържа DRAM, вероятно поради съображения свързани с отвеждане на топлината. Метална плочка, закрепена със силиконова паста към SoC, служи като радиатор за охлаждане.
A5X се произвежда по същата 45 nm LP CMOS технология, както A5, с площ на SoC 163 mm2, около 33% по-голяма от площта на APL0498 в A5.